# Chitō-ryū
Chitō-ryū (千唐流) és un estil de karate fundat per Tsuyoshi Chitose (千歳 强直), (1898 - 1984). El nom de l'estil vol dir: chi (千) - 1,000; tō (唐) - Xina; ryū (流), "1,000 anys de l'estil xinès." El caràcter tō (唐) fa referència a la dinastia Tang. L'estil va ser oficialment fundat pel 1946.
Chitō-ryū és generalment un estil japonès, ja que Chitose va fundar l'estil quan vivia a Kumamoto, Japó. No obtant, molts dels seus practicants ho consideren un estil l'Okinawa, ja que les seves arrels i les tècniques estan fonamentades en la tradicional i derivat de Tode d'Okinawa (唐 手). Aquesta creença està justificada, ja que el fundador de l'estil, Tsuyoshi Chitose, rebuda en primer lloc el grau de Judan, el 1958, i després el grau de Hanshi, el 1968.